# Teatro Comunale di Bologna
Teatro Comunale di Bologna je operní divadlo ve městě Bologna a jedno z nejvýznamnějších divadel v Itálii.

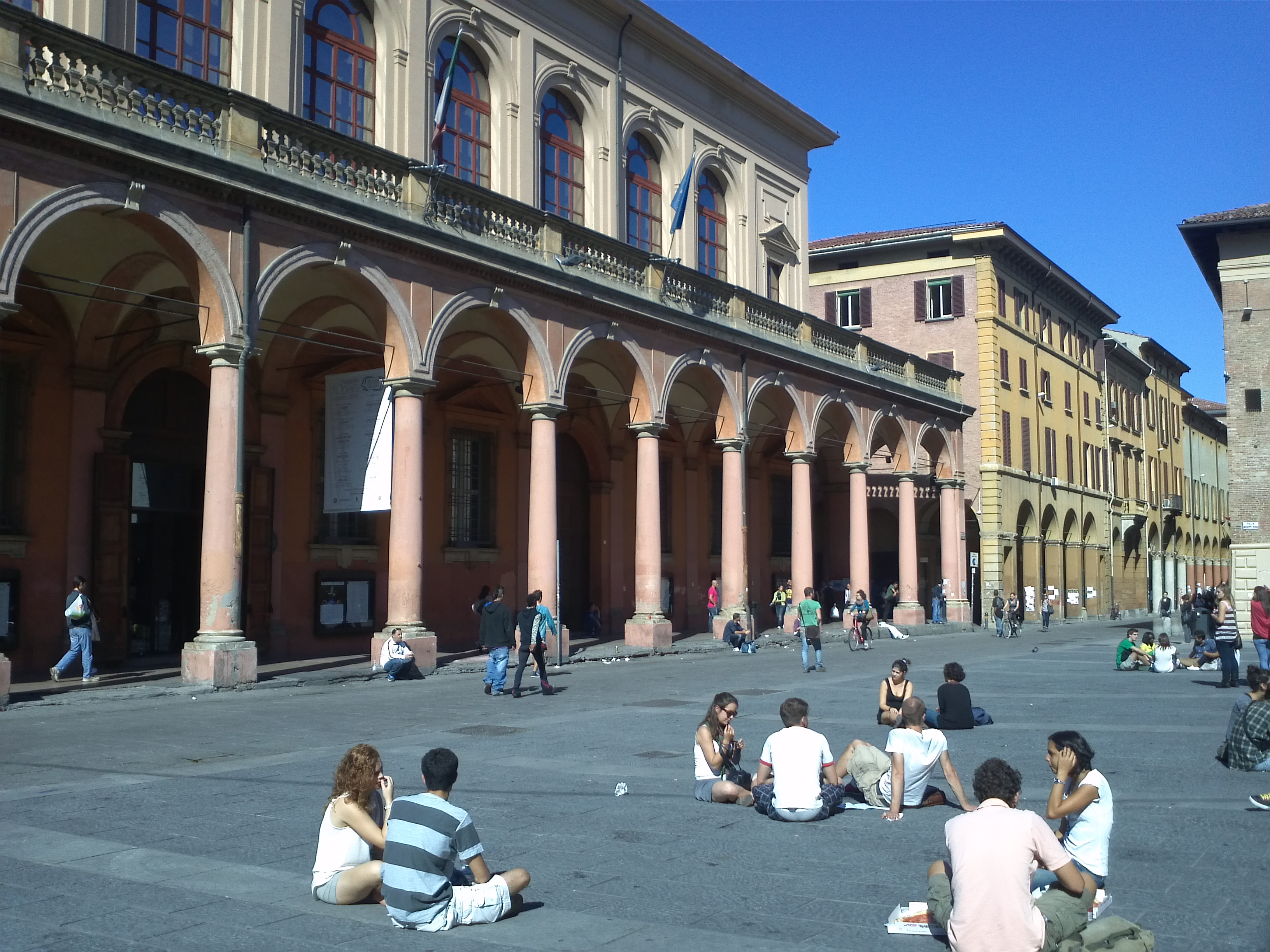
Teatro Comunale na PIazza Guiseppe Verdi

## Historie
Od počátku 17. století existovala v Bologni různá divadla, která zde uváděla opery. Byla však později buď opuštěna nebo zničena požárem.
Divadlo Marsigli-Rossi uvádělo od počátku 18. století operní díla dnes populárních skladatelů včetně Antonia Vivaldiho, Christopha Willibalda Glucka a Niccolo Piccinniho.
Divadlo Malvezzi, postavené v roce 1651, vyhořelo v únoru 1745 a tato událost podnítila výstavbu nového divadla z veřejných prostředků (Teatro Nuovo Publicco). Stavbou divadla byl pověřen architekt Antonio Galli da Bibiena. Divadlo bylo postaveno na stejném místě, na kterém bývala budova Palazzo Bentivoglio, zničená požárem v roce 1507. Stavba začala v roce 1756 a budova byla slavnostně otevřena 14. května 1763. Současně dostalo divadlo nový název Teatro Comunale (městské divadlo).
Velká část stavebních prací však zůstávala dlouho nedokončená. Byly to zejména fasády. Jejich dokončení trvalo až do roku 1933. Také nebylo dokončeno zařízení v zákulisí, které mělo umožňovat prezentaci oper. Práce byly ukončeny až roku 1805. Divadlo pak ještě prošlo několika změnami v letech 1818 a 1820 a také v letech 1853/1854. Stále si však zachovává svou původní architekturu. Po požáru v roce 1931 bylo divadlo uzavřeno a to až do 14. listopadu 1935.
Hlediště má místo pro 1084 diváků.

## Provoz divadla
Divadlo bylo otevřeno 14. května 1763 operou Il trionfo di Clelia, kterou pro tento účel zkomponoval Christoph Willibald Gluck. V roce 1770 zde měla premiéru dnes zapomenutá opera La Nitteti od Josefa Myslivečka.
V devatenáctém století se zde často uváděla mezi jinými díla skladatelů Gioachina Rossiniho, Vincenza Belliniho a Gaetana Donizettiho. V repertoáru pak získaly přední místo opery Giuseppe Verdiho. V roce 1867 byl v Bologni s velkým úspěchem uveden Verdiho Don Carlos.
Významná je role bolognského divadla při šíření oper Richarda Wagnera v Itálii a v Evropě mimo Německo, které se po určitou dobu hrály téměř jen v Bayreuthu. Bologna byla proto nazývána "Wagnerovským" městem a také udělila německému skladateli čestné občanství.
Významnou postavou spojenou s Teatro Comunale byl od roku 1894 dirigent Arturo Toscanini, který zde tehdy uvedl Verdiho Falstaffa a působil v Bologni až do druhé světové války.

## Richard Wagner a Bologna
Teatro Comunale di Bologna bylo první divadlo v Itálii, které postupně uvedlo celé dílo Richarda Wagnera.
- Lohengrin (1871). Přeložil Salvatore Marchesi, dirigoval Angelo Mariani. Tenorista Italo Campanini.
- Tannhäuser aneb Zápas pěvců na hradě Wartburg (1872). Přeložil Salvatore Marchesi, dirigoval Angelo Mariani.
- Rienzi, poslední z tribunů (1876). Přeložil libretista a skladatel Arrigo Boito. Rakouská sopranistka Adelina Stehle. Sám Wagner řídil premiéru.
- Bludný Holanďan (opera) (1877).
- Prsten Nibelungův, všechny čtyři části: Zlato Rýna, Walkýra, Siegfried a Soumrak bohů (1883). Dirigoval Anton Seidl.
- Tristan a Isolda (1888). Přeložil Arrigo Boito, dirigoval Giuseppe Martucci.
- Mistři pěvci norimberští (1904). Přeložil Zanardini, dirigoval Arturo Toscanini. Barytonista Giuseppe De Luca.
- Parsifal (1914). Přeložil Zanardini, dirigoval Rodolfo Ferrari. Tenorista Giuseppe Borgatti.

## Hlavní dirigenti orchestru Teatro Comunale
- Sergiu Celibidache (1956-1973)
- Zoltán Peskó (1974-1976)
- Vladimir Delman (1980-1983)
- Riccardo Chailly (1984-1993)
- Daniele Gatti (1997-2007)
- Michele Mariotti (2008-2018)

Za zmínku stojí, že Michele Mariotti je manželem operní hvězdy, ruské sopranistky Olgy Peretjatko.